# Permanentismo
Permanentismo foi uma corrente do pensamento geológico do século XX que não admitia a mobilidade dos continentes após a formação da Terra, ao contrário do Catastrofismo que admitia esse movimento partindo os continentes todos juntos e que por ação de catástrofes naturais separaram os continentes deixando-os como estão hoje.